# AbeBooks
AbeBooks (Advanced Book Exchange) és una llibreria d'Internet, creada el 1996 i comprada en 2008 per Amazon. Té més de 140 milions de llibres (nous, de segona mà, antics, rars, curiosos o esgotats) posats a la venda per més de 13 500 llibreters de tot el món.
AbeBooks serveix d'intermediari entre els compradors i un conjunt de llibreries independents, que majoritàriament són petites empreses. Els llibreters incorporen el seu catàleg a la base de dades d'AbeBooks, donant informació sobre cada llibre (descripció, estat del llibre i preu) i AbeBooks s'encarrega de cobrar del client i pagar un cop cobrat.
La secció espanyola d'AbeBooks es diu Iberlibro, que és el nom de l'empresa que havia estat absorbida per AbeBooks.

## Història
AbeBooks va ser fundada el 1995, per Rick i Vivian Pura, i Keith i Cathy Waters. Va arrencar el 1995 i va llançar els seus llocs web el 1996, inicialment incloent llistats per a només quatre llibreries. El nom de l'empresa "AbeBooks" deriva del seu nom original, "Advanced Book Exchange".
El 2005, AbeBooks va adquirir BookFinder.com al novembre, un lloc web de serveis de compres "metacerca" de comparació de preus de llibres nord-americans.
El febrer de 2006, AbeBooks va adquirir Fillz, una empresa d'inventari de llibres i de gestió de comandes, i va adquirir una participació del 40% a LibraryThing al maig, un lloc web de biblioteques de xarxes socials i catalogació de llibres per a bibliòfils.
L'abril de 2008, AbeBooks va adquirir Chrislands, una companyia que acull llocs web per a més de 1000 llibreters, que finalment es va tornar a vendre a un dels seus fundadors originals, Jaymes Sorbel, el maig de 2013.
També el 2008, AbeBooks va ser guardonat amb la British Columbia Technology Industry Association Impact Award al juny per Lideratge en Responsabilitat Social per les seves activitats benèfiques, iniciatives d'alfabetització i compromís amb l'amabilitat ambiental en les seves pràctiques comercials.
El desembre de 2008, AbeBooks va ser venuda a Amazon.
AbeBooks ha estat nomenada com una de les millors empreses de BC cada any des del 2008.
També el 2016, Arkady Vitrouk va ser nomenada consellera delegada. Anteriorment ho va ser el director de Kindle Content a la seu europea d'Amazon a Luxemburg. Abans d'unir-se a Amazon, va ser conseller delegat del grup editorial Azbooka-Atticus a Rússia.
El 2018, AbeBooks va anunciar que ja no donaria suport total als venedors de certs països, inclosos Corea del Sud, Hongria i la República Txeca. "Varis centenars de venedors més van treure els seus inventaris del lloc web d'AbeBooks com protesta.

## Les vendes més cares
AbeBooks és conegut com un mercat en línia on els articles de gamma alta rars i col·leccionables canvien de mans. Al febrer de 2015, AbeBooks va registrar les vendes més cares del moment: un llibre d'ornitologia rar es va vendre en línia a AbeBooks per 191.000 dòlars. El lloc web informa periòdicament de les vendes d'alt valor recents.